# Pedicularis muscicola
Pedicularis muscicola är en snyltrotsväxtart som beskrevs av Carl Maximowicz. Pedicularis muscicola ingår i släktet spiror, och familjen snyltrotsväxter. Inga underarter finns listade i Catalogue of Life.